# ロック＝エギネール
ロック＝エギネールまたはロケギネール（Loc-Eguiner、地元ではLoc-Éguinerとのつづりも使用される。ブルトン語:Logeginer-Plouziri）は、フランス、ブルターニュ地域圏、フィニステール県のコミューン。

## 歴史
1789年4月1日に書かれた、レスネヴァンの代官にあてて書かれた第三身分陳情書において、ロック＝エギネール小教区を代表する2人の人物、オリヴィエ・プリケンとジャン＝マリー・ジョンクールが名を記している。ロック＝エギネール小教区は陳情書内でこう要望している。『エロルヌ川に架かる橋の1つはアルクラゼール橋である。我々は同じ川にある助祭の橋を修復した。ランディヴィジオ、ランデルノー、モルレー、そしてサン＝ポル＝ド＝レオンの市場との往来がひっきりなしにある忙しい道路である。』

## 人口統計
| 1962年 | 1968年 | 1975年 | 1982年 | 1990年 | 1999年 | 2006年 | 2010年 |
| ------ | ------ | ------ | ------ | ------ | ------ | ------ | ------ |
| 388    | 357    | 316    | 296    | 280    | 290    | 306    | 346    |

ロック＝エギネールの人口増減グラフ

参照元:1999年までEHESS、2000年以降INSEE